# Der deutsche Gesang (Bruckner)
Der deutsche Gesang, WAB 63, ist ein patriotisches Lied, das 1892 von Anton Bruckner komponiert wurde, ein Jahr vor Helgoland.

## Geschichte
Bruckner komponierte Der deutsche Gesang am 29. April 1892 fürs „Ersten deutschen akademischen Sängerfest“, das im Juni 1892 in Salzburg stattfinden sollte. Die Aufführung am 5. Juni unter der Leitung von Raoul Mader war ein „Kracher“.
Das Originalmanuskript befindet sich im Archiv der Universitätssängerschaft 'Barden zu Wien' in Wien. Das Lied wurde erstmals 1911 von Viktor Keldorfer veröffentlicht (Universal Edition). Das Stück, auch Das deutsche Lied genannt, wurde bis in die Jahre 1930 mehrfach aufgeführt. Es ist in Band XXIII/2, Nr. 35 der Gesamtausgabe.

## Text
Der Text stammt von Erich Fels (Pseudonym von Aurelius Polzer):
Wie durch Bergtal dumpf grollt Donnergedröhn,

Wie der Sturmwind saust um waldige Höhn,

Wie die Meeresflut tost an klippigem Strand,

So schalle, so schmett’re, die Feinde zu schrecken,

Die schlafferen Brüder vom Schlafe zu wecken,

Der deutsche Gesang durchs gefährdete Land!

## Musik
Das 87-Takte lange Werk in d-Moll, das Affinitäten zum patriotischen Germanenzug (1863), Sängerbund (1882) und  Helgoland (1893), ist für Männerchor und Blechblasinstrumente (4 Hörner, 3 Trompeten, 3 Posaunen und Kontrabass-Tuba) besetzt.

## Diskographie
Es gibt vier Aufnahmen von Der deutsche Gesang:
- Robert Shewan, Roberts Wesleyan College Chorale and Brass Ensemble, Anton Bruckner - Sacred and Secular Choral Works – LP: Roberts Wesleyan College Records 41 448, 1983. Remastered auf CD: High Definition Tape Transfers HDTT.
- Robert Shewan, Roberts Wesleyan College Chorale and Brass Ensemble, Choral Works of Anton Bruckner – CD: Albany TROY 063, 1991
- Timothy Seelig, Turtle Creek Chorale Dallas, Fort Worth Symphony Brass, Times of the Day – CD: Reference Recordings RR-67, 1995
- Thomas Kerbl, Männerchorvereinigung, Blechbläserensemble der Anton Bruckner Privatuniversität Linz, Weltliche Männerchöre – CD: LIVA 054, 2012

Der deutsche Gesang wurde im Brucknerfest 2022 aufgeführt. Eine Aufnahme ist im Bruckner-Archiv verfügbar.